# Radiální rychlost

Znázornění radiálních a tangenciálních složek rychlosti v různých okamžicích při rovnoměrném přímočarém pohybu objektu kolem pozorovatele O (odpovídá např. průjezdu auta po rovném úseku ulice kolem chodce stojícího na chodníku). Radiální složka může být pozorovatelná díky Dopplerově jevu, tangenciální složka způsobuje viditelnou změnu polohy objektu.

Radiální rychlost je rychlost objektu ve směru linie směřující k pozorovateli. Světlo objektu s nenulovou radiální rychlostí bude ovlivněné Dopplerovým jevem a vlnová délka světla se zvětší při vzdalujících se objektech (červený posuv) nebo zmenší při přibližujících se objektech (modrý posuv).
Radiální rychlost hvězdy nebo jiného silně zářícího, ale vzdáleného objektu může být přesně změřena porovnáním vlnových délek spektra ve vysokém rozlišení a laboratorních měření. Podle běžně přijímaného pravidla platí, že pokud je radiální rychlost pozitivní, pak se objekt vzdaluje a naopak.
U mnoha dvojhvězd způsobuje vzájemný oběh změny radiální rychlosti o několik km/s. Protože se spektrum těchto hvězd mění v důsledku Dopplerova efektu, jsou nazývány spektroskopickými dvojhvězdami. Studie radiální rychlosti mohou být použity k odhadu množství hvězdného materiálu a některých parametrů oběžné dráhy, jako např. excentricity nebo hlavní poloosy. Stejná metoda byla také použita k detekci planetárních soustav u cizích hvězd (pomocí zjišťování nepřesností v oběžné dráze hvězdy).